# Alfred Schreuder
Alfred Schreuder (Barneveld, 2 novembre 1972) è un allenatore di calcio ed ex calciatore olandese, di ruolo centrocampista.

## Carriera
Una volta terminata la carriera da calciatore al Vitesse, diventa subito vice allenatore del club di Arnhem. Dal 2009 è allenatore in seconda al Twente nelle gestioni di Steve McClaren, Michel Preud'homme, Co Adriaanse e Michel Jansen prima di essere promosso come tecnico dei twentenaren nel 2014. Dall'Europa League viene eliminato ai playoff per mano del Qarabağ, in Coppa dei Paesi Bassi è il PEC Zwolle ad avere la meglio in semifinale mentre si piazza 10º in campionato.
Tra il 2015 e il 2018 è allenatore in seconda dell'Hoffenheim sotto Huub Stevens e Julian Nagelsmann. Fino all'estate del 2019 è poi vice di Erik ten Hag all'Ajax prima di tornare all'Hoffenheim come tecnico venendo esonerato alla trentesima giornata.
L'anno seguente diventa vice di Ronald Koeman al Barcellona. Terminata l'esperienza catalana, nel gennaio del 2022 viene chiamato ad allenare il Club Bruges, con cui vince il campionato belga. 
Il 12 maggio seguente viene annunciato come nuovo allenatore dell'Ajax, firmando un contratto biennale con opzione per un'altra stagione. Dal suo arrivo la squadra ha una flessione perdendo la Supercoppa contro il PSV e uscendo ai gironi di Champions. Il 27 gennaio 2023 John Heitinga viene chiamato a guidare la prima squadra ad interim dopo l’esonero di Schreuder che lascia la squadra al quinto posto in Eredivisie con 34 punti dopo 18 turni e a 7 punti dal Feyenoord capolista. Nel contempo Schreuder risolve il proprio contratto con i lancieri.
Il 29 maggio dello stesso anno diventa allenatore dell’Al-Ain. Tuttavia l’8 novembre, con la squadra terza in classifica con 15 punti dopo 7 turni, Schreuder rescinde il proprio contratto per divergenze con la società. Dal novembre 2025 al maggio 2025 invece allena l’Al-Nasr arrivando per due volte 6º in campionato.

## Statistiche

### Statistiche da allenatore
Statistiche aggiornate al 18 aprile 2025. In grassetto le competizioni vinte.
| Stagione        | Squadra         | Campionato      | Campionato | Campionato | Campionato | Campionato | Coppe nazionali | Coppe nazionali | Coppe nazionali | Coppe nazionali | Coppe nazionali | Coppe continentali | Coppe continentali | Coppe continentali | Coppe continentali | Coppe continentali | Altre coppe | Altre coppe | Altre coppe | Altre coppe | Altre coppe | Totale | Totale | Totale | Totale | % Vittorie | Piazzamento  |
| Stagione        | Squadra         | Comp            | G          | V          | N          | P          | Comp            | G               | V               | N               | P               | Comp               | G                  | V                  | N                  | P                  | Comp        | G           | V           | N           | P           | G      | V      | N      | P      | %          | Piazzamento  |
| --------------- | --------------- | --------------- | ---------- | ---------- | ---------- | ---------- | --------------- | --------------- | --------------- | --------------- | --------------- | ------------------ | ------------------ | ------------------ | ------------------ | ------------------ | ----------- | ----------- | ----------- | ----------- | ----------- | ------ | ------ | ------ | ------ | ---------- | ------------ |
| mar. 2013       | Twente          | ED              | 4          | 1          | 1          | 2          | CO              | 0               | 0               | 0               | 0               | -                  | -                  | -                  | -                  | -                  | -           | -           | -           | -           | -           | 4      | 1      | 1      | 2      | 25,00      | Interim      |
| 2014-2015       | Twente          | ED              | 34         | 13         | 10         | 11         | CO              | 5               | 3               | 2               | 0               | UEL                | 2                  | 0                  | 2                  | 0                  | -           | -           | -           | -           | -           | 41     | 16     | 14     | 11     | 39,02      | 10°          |
| ago. 2015       | Twente          | ED              | 4          | 0          | 1          | 3          | CO              | 0               | 0               | 0               | 0               | -                  | -                  | -                  | -                  | -                  | -           | -           | -           | -           | -           | 4      | 0      | 1      | 3      | &0,00      | Eson.        |
| Totale Twente   | Totale Twente   | Totale Twente   | 42         | 14         | 12         | 16         |                 | 5               | 3               | 2               | 0               |                    | 2                  | 0                  | 2                  | 0                  |             | -           | -           | -           | -           | 49     | 17     | 16     | 16     | 34,69      |              |
| 2019-giu. 2020  | Hoffenheim      | BL              | 30         | 13         | 6          | 11         | CG              | 3               | 1               | 1               | 1               | -                  | -                  | -                  | -                  | -                  | -           | -           | -           | -           | -           | 33     | 14     | 7      | 12     | 42,42      | Eson.        |
| gen.-giu. 2022  | Club Bruges     | D1              | 13+6       | 11+3       | 2+2        | 0+1        | CB              | 2               | 1               | 0               | 1               | -                  | -                  | -                  | -                  | -                  | -           | -           | -           | -           | -           | 21     | 15     | 4      | 2      | 71,43      | Sub. 1°      |
| 2022-gen. 2023  | Ajax            | ED              | 18         | 9          | 7          | 2          | CO              | 1               | 1               | 0               | 0               | UCL+UEL            | 6+0                | 2+0                | 0+0                | 4+0                | SO          | 1           | 0           | 0           | 1           | 26     | 12     | 7      | 7      | 46,15      | Resc., cons. |
| lug.-nov. 2023  | Al-Ain          | PL              | 7          | 5          | 0          | 2          | PC+CdL          | 0+3             | 0+3             | 0+0             | 0+0             | ACL                | 4                  | 4                  | 0                  | 0                  | -           | -           | -           | -           | -           | 14     | 12     | 0      | 2      | 85,71      | Risol.       |
| dic. 2023-2024  | Al-Nasr         | PL              | 18         | 9          | 4          | 5          | PC+CdL          | 1+4             | 1+3             | 0+0             | 0+1             | -                  | -                  | -                  | -                  | -                  | -           | -           | -           | -           | -           | 23     | 13     | 4      | 6      | 56,52      | Sub, 6°      |
| 2024-2025       | Al-Nasr         | PL              | 21         | 9          | 3          | 9          | PC+CdL          | 1+4             | 0+1             | 0+2             | 1+1             | GCC                | 8                  | 5                  | 2                  | 1                  | SC          | 1           | 1           | 0           | 0           | 35     | 16     | 7      | 12     | 45,71      |              |
| Totale Al Nasr  | Totale Al Nasr  | Totale Al Nasr  | 39         | 18         | 7          | 14         |                 | 10              | 5               | 2               | 3               |                    | 8                  | 5                  | 2                  | 1                  |             | 1           | 1           | 0           | 0           | 58     | 29     | 11     | 18     | 50,00      |              |
| Totale carriera | Totale carriera | Totale carriera | 155        | 73         | 36         | 46         |                 | 24              | 14              | 5               | 5               |                    | 20                 | 11                 | 4                  | 5                  |             | 2           | 1           | 0           | 1           | 201    | 99     | 45     | 57     | 49,25      |              |

## Palmarès

### Giocatore

#### Competizioni nazionali
- Campionato olandese: 1

Feyenoord: 1992-1993
- Coppa dei Paesi Bassi: 1

Feyenoord: 1991-1992
- Supercoppa dei Paesi Bassi: 1

Feyenoord: 1991
- Eerste Divisie: 1

NAC Breda: 1999-2000

### Allenatore

#### Competizioni nazionali
- Campionato belga: 1

Club Bruges: 2021-2022